# 진돌쩌귀
진돌쩌귀(Aconitum seoulense)는 한국 중부의 산지에 나는 여러해살이풀이다. 높이는 1m 정도이다. 잎은 어긋나며 3-5갈래이거나 결각상으로 3갈래이다. 갈래는 마름모꼴로 결각상 또는 이 모양의 톱니이다. 꽃은 보라색, 원줄기 끝에 달리는 총상꽃차례로 꽃자루와 함께 털이 밀생한다. 포는 2개로, 피침형이다. 꽃받침은 5장이고 꽃잎은 2장이 꽃받침 속에 들어 있다. 암술은 3-5개이며 열매는 골돌, 보통 5개이다. 유독식물로 뿌리는 약재로 이용한다.